# ベルガマスコ・シェパード・ドッグ

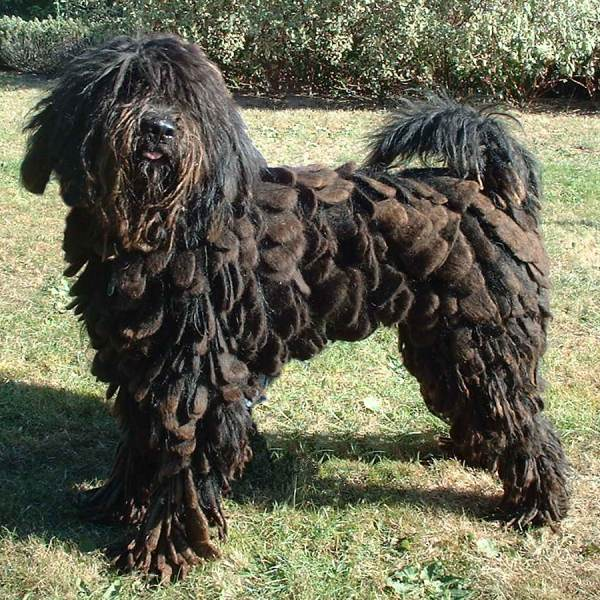

ベルガマスコ・シェパード・ドッグ（英：Bergamasco Shepherd Dog）とは、イタリア原産の牧羊犬種である。犬種名は原産地ではなく、ベルガモ出身のブリーダーが本種の発展に大いに貢献したことにちなんでつけられた。単にベルガマスコと呼ばれることもある。別名ベルガマスコ・シープドッグ（英：Bergamasco Sheepdog）カネ・ダ・パストーレ・ベルガマスコ（英：Cane da Pastore Bergamasco）。

## 歴史
およそ紀元元年から紀元前1000年の間にフェニキア人がイタリアに持ち込んだアジア原産の牧羊犬（種類は不明）に、地元の犬やマレンマ・シープドッグなどの犬を交配させることによって作られた。サイズは大きいが護畜犬として羊を泥棒や狼から守るだけでなく牧羊犬としても使われていて、ボーダー・コリーのように羊を誘導し移動させる働きを行っていた。特異なコートのおかげで雨風に強く、極めて丈夫な体を持っており優秀な作業犬として重宝されていた。19世紀になるとショードッグとしても使われるようになり、コートがさらに誇張されてより厚くなるように改良された。
ベルガマスコは非常に手入れが難しい犬種のため、第二次世界大戦が起こった際は頭数が激減し、絶滅の危機に陥った。しかし、ベルガモ出身の熱心な愛好家によってブリーディングが継続され、生き延びることができた。戦後ベルガマスコは珍しくて変わった犬として国内外でさらに注目されるようになり、原産地外にも輸出が行われるようになった。現在はほとんどがショードッグとして飼育されていて、実用犬およびペットとして飼育されているものは非常に少ない。

## 特徴
ベルガマスコ最大の特徴は、ロープのように垂れた長いシャギーコート（むく毛）である。このコートはきめ細かく柔らかい肌毛と、油分を多く含む中毛、そして硬く粗い上毛の三層から成り立っている。生まれたばかりの仔犬のコートは短いが、成長と共にシャギーコートに発達して絡まり、ロープ状のコートが出来上がる。コートが出来上がるまでの時間は個体によって異なる。このコートは寒さにとても強く、狼など牙をほとんど通さない鎧の役割を果たすものである。毛色はミルクからブラウンまでさまざまで、単色のものや2色のものがある。がっしりとした体格でマズルは短く、脚は長めで尾はサーベル形の垂れ尾である。ちなみに、顔と尾の部分のみシャギーコートが絡まっていない。体高は雄60 - 62cm、雌56 - 58cmで体重は雄32 - 38kg、雌26 - 32kgの大型犬。性格は知的で忍耐強く優しいが、少し頑固な面も持つ。運動量は多いがしつけの飲み込みはよく、状況判断力も非常に優れている。
性格面や性質面では優れ、家庭犬としての資質も高いのではあるが、コートの手入れが非常に難しいため初心者には飼育できない犬種となっている。ロープ状のコートは一本一本手洗いでシャンプーし、コートの形を崩さないようにするため一か月に1度しかシャンプーできない。普段の手入れは顔と尾の部分のみブラッシングを行うことくらいしかできない。ショー用に飼育されている犬はコートをカットできないため、犬の排泄のたびに肛門周辺のコートを紐などで結んで汚れないようにする必要がある。また、暑い夏期の管理も難しく、熱中症や皮膚病になるリスクも高まるため注意が必要である。ベルガマスコをこのような病気にかからないように飼育が行える飼い主はかなり腕のある熟練者として尊敬されることもあるほどである。なお、外見にこだわらない、ペット用として飼育されているものはライオンクリップを施したり、夏期にはすべてコートを刈り取るなどして手入れを楽にすることがほとんどである。また、目にかかるコートは眼疾患予防のためカットすることも多い。日本のような高温多湿の国での飼育は難しい。

## 参考
- 『犬のカタログ2004』（学研）中島眞理 監督・写真
- 『日本と世界の愛犬図鑑2007』（辰巳出版）佐草一優監修
- 『デズモンド・モリスの犬種事典』デズモンド・モリス著書、福山英也、大木卓訳 誠文堂新光社、2007年
- 『日本と世界の愛犬図鑑2009』（辰巳出版）藤原尚太郎編・著